# 肖恩·理查德斯
肖恩·理查德斯（英語：Shawn Kenneth Richards，1972年12月5日—）是圣基茨和尼维斯的一位政治家。
理查德斯在克里夫兰州立大学和维尔京群岛大学接受高等教育。他于2002年获得注册会计师资格，并在圣基茨和尼维斯担任审计师。2009年，他在国会选举（修正）法案（National Assembly Elections (Amendment) Bill）的辩论中宣布放弃美国国籍，因为该法案禁止双重公民参选。
理查德斯是人民行动运动的领导人，也是圣基茨和尼维斯国民议会的成员。在2010年的选举中，他击败了圣基茨和尼维斯工党的诺根·威尔逊，获得连任。他隨之與人民工黨和關注公民運動合組聯合政府。2022年，他和關注公民運動要求哈里斯辭任總理，後者拒絕，反辭退他在內的兩黨閣員。聯合政府因而解散，觸發提早大選，而他未能贏得組閣權。